# ダンキン
ダンキン（Dún Chaoin、発音:[d̪ˠuːn̪ˠ xʷiːnʲ]、Dunquin）は、アイルランド ケリー県西部のゲール語を公用語とする地域「ゲールタハト」にある村である。ダンキンは、ブラスケット諸島を見渡す、ディングル半島西端にあり、近くのダンモア岬はアイルランド本土の最西端となっている。
ブラスケット諸島を見下ろす絶壁のある風景に地元の著名な作家であるペイグ・セイヤーズが暮らしていた。村の博物館では、ブラスケット諸島の歴史とトーマス・クラハン、モーリス・オサリバンやセイヤーズも含めた島の作家について語られている。1588年、スペインの無敵艦隊がアイルランド経由で帰還の途にある中、避難先を求めてダンキンと諸島に挟まれたブラスケット海域で多くの船が座礁した。記念碑が現場を見渡す崖に建てられている。
1970年の映画「ライアンの娘」は、ダンキンのカーミノールビーチとカーフーで撮影され、町の低迷した経済はその映画製作により活気を取り戻した。
1971年、ダンキンにある「クルーガーズバー」に訪れたことがきっかけで、市民による伝統的なパブを守る活動団体「CAMRA」が設立された。

## 観光
海岸の崖下には船着き場があり、そこから集団で駆け上がる羊たちを写した絵はがきがよく知られている。

## 人物
ダンキンは、アイルランド言語学者で作家のペイグ・セイヤーズ（Peig Sayers、1873 - 1958）の生誕地として知られている。